# Kachelotplate

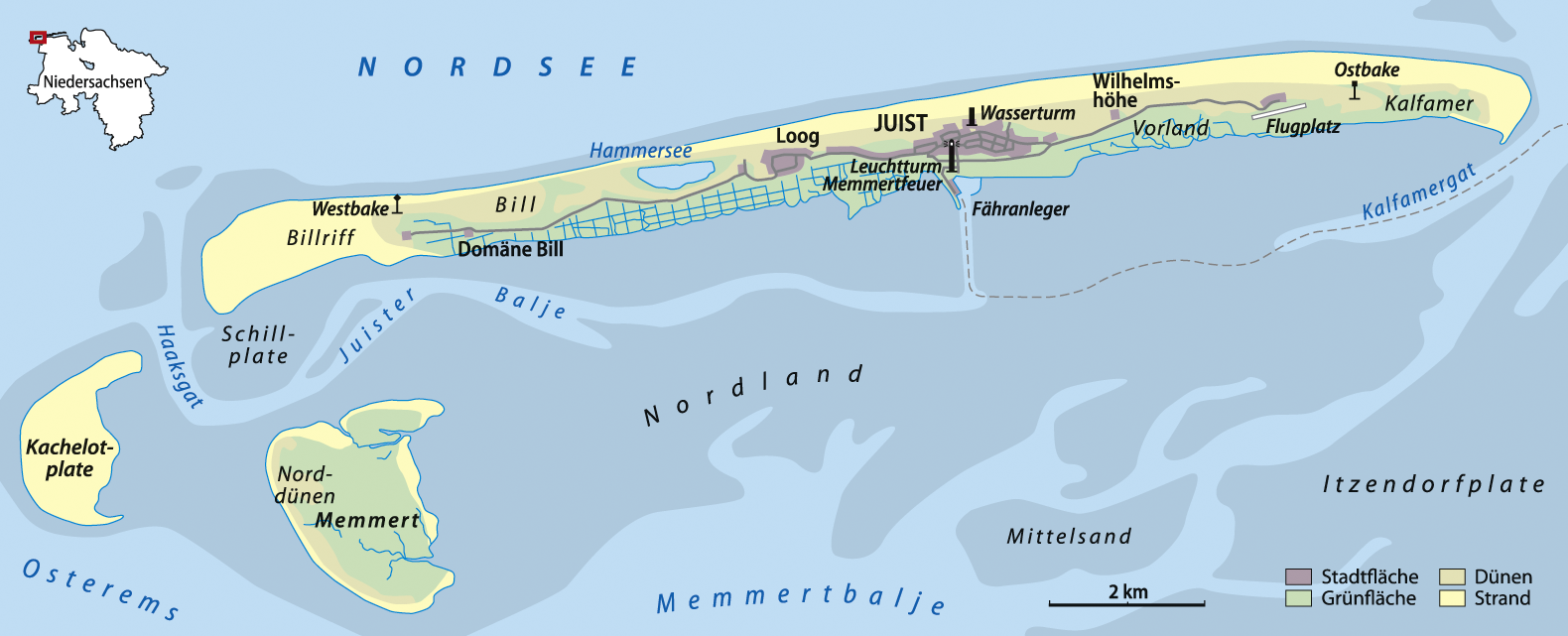
Karta över Juist med Kachelotplate längst till vänster.

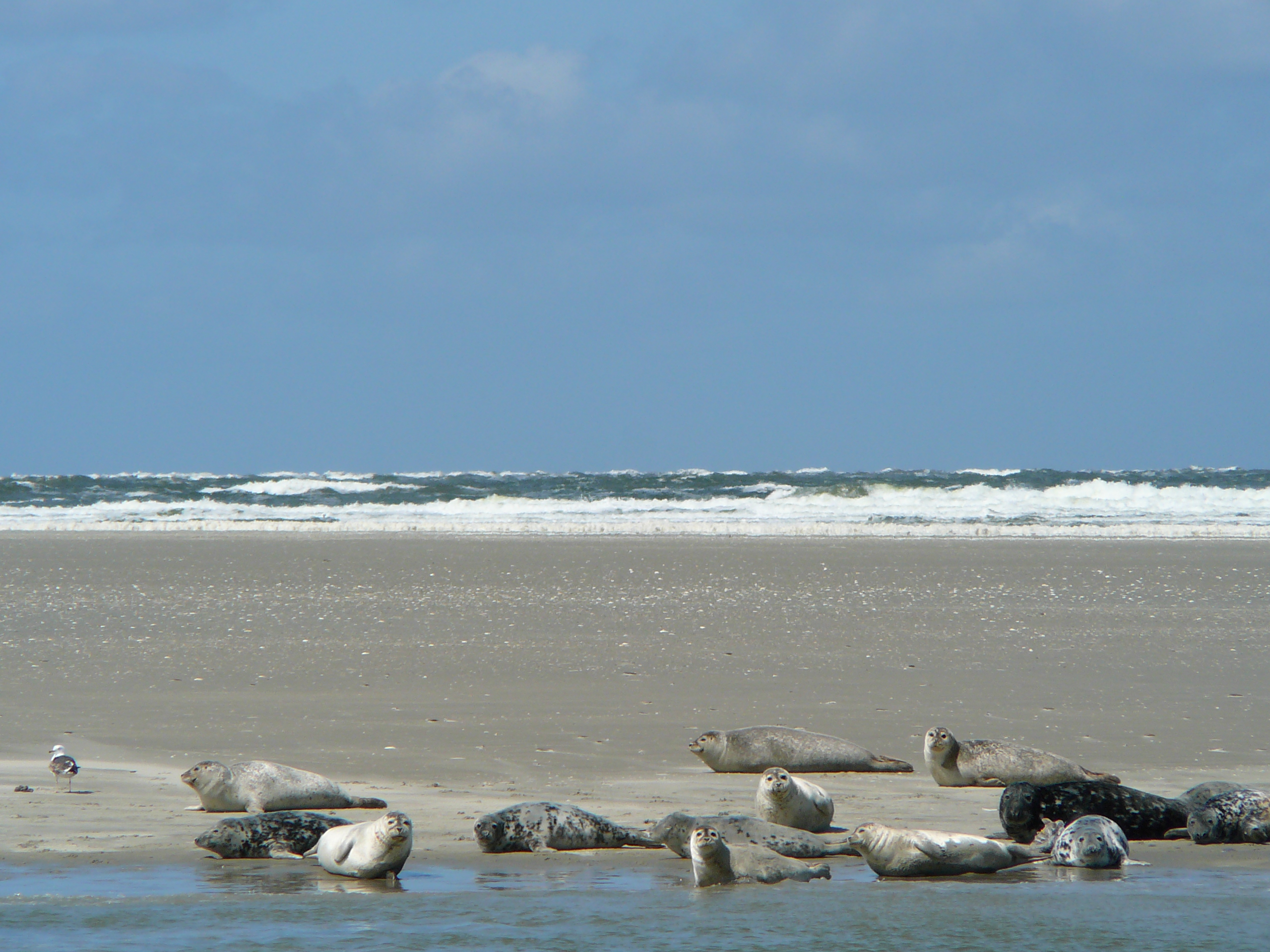
Kachelotplate i maj 2007 med några gråsälar i förgrunden.

Kachelotplate (frisiska: Kachelotplaat) är en sandbank i Vadehavet. Den är belägen cirka 5 km sydväst om ön Juist, cirka 3 km väster om Memmert och cirka sju kilometer nordost om ön Borkum. Sandbanken ligger nära Tysklands kust. Sedan 2003 stannar tillräckligt av sandbanken över högvatten att den kan kallas ö.